# Oxford University Press
Oksford univerzitetska štampa (OUP) je univerzitetska izdavačka kuća Univerziteta u Oksfordu. To je najveća univerzitetska izdavačka kuća na svetu, a njena istorija štampanja datira još od 1480-ih. Pošto je dekretom iz 1586. zvanično dobila zakonsko pravo da štampa knjige, to je druga najstarija univerzitetska izdavačka kuća posle Kembridž univerzitetske štampe.

## Literatura
- Barker, Nicolas (1978). The Oxford University Press and the Spread of Learning. Oxford.
- Carter, Harry Graham (1975). A History of the Oxford University Press. Oxford: Clarendon Press. OCLC 955872307.
- Chatterjee, Rimi B. (2006). Empires of the Mind: A History of the Oxford University Press in India During the Raj. New Delhi: Oxford University Press. ISBN 978-0-19-567474-3.
- Hinnells, Duncan (1998). An Extraordinary Performance: Hubert Foss and the Early Years of Music Publishing at the Oxford University Press. Oxford: Oxford University Press. ISBN 978-0-19-323200-6.
- Oxford Music: The First Fifty Years '23−'73. London: Oxford University Press Music Department. 1973.
- Sutcliffe, Peter (1978). The Oxford University Press: An Informal History. Oxford: Clarendon Press. ISBN 0-19-951084-9.
- Sutcliffe, Peter (1972). An Informal History of theOxford University Press. Oxford: Oxford University Press.
- Gadd, Ian, ed. (2014). The History of Oxford University Press: Volume I: Beginnings to 1780..
- Eliot, Simon, ed. (2014). The History of Oxford University Press: Volume II: 1780 to 1896..
- Louis, Wm. Roger, ур. (2013). The History of Oxford University Press: Volume III. Oxford: OUP. ISBN 978-0-19-956840-6. doi:10.1093/acprof:oso/9780199568406.001.0001..
- Robbins, Keith, ed. (2017). The History of Oxford University Press: Volume IV: 1970 to 2004..

## Spoljašnje veze
- Zvanični veb-sajt
- Oxford University Press на сајту  (архива index)
- Illustrated article: The Most Famous Press in the World, World's Work and Play, June 1903